# Casino de Granville
Le casino de Granville est un établissement de jeux de style Art déco, inauguré en 1911, qui se dresse sur le territoire de la commune française de Granville, dans le département de la Manche, et la Région Normandie. L'édifice est partiellement inscrit au titre des monuments historiques.
Ce casino moderne dispose d’un restaurant le Terra Nova, d’un bar le Purple Lounge, et d’une salle de réception.

## Historique
Le casino a été créé en même temps qu’un hôtel, en 1909 par le commanditaire Frank Jay Gould (milliardaire et philanthrope américain tombé amoureux de la côte normande) et le promoteur Georges Bonheur, homme d'affaires belge et actionnaire de la Société des chemins de fer de la Manche, qui constitue, avec des investisseurs parisiens, la société hôtelière de Normandie, afin de remplacer le salon des bains de mer qui lui-même remplaçait la « cabane », un établissement d’accueil des touristes. Il est conçu par l'architecte parisien Auguste Bluysen, également auteur des casinos du Touquet, d'Alger, de Bagnoles-de-l'Orne et de Vittel. Il ouvre ses portes le 15 juillet 1911. Le style retenu pour la conception du casino est un compromis entre l'architecture Beaux-Arts, dont l'académisme présente souvent une certaine sécheresse, et le caractère pittoresque propre aux petites villes normandes, très apprécié car jugé moderne. L'édifice, dont la façade est simplement stuquée et enduite, s'appuie sur un promontoire rocheux ce qui lui permet de s'avancer vers la mer et d'offrir au visiteur une grande terrasse. Le casino comprend dans son programme différentes salles de café, de danse, de baccara, de jeu de boule, ainsi que des galeries de repose face à la mer. À cela s'ajoutent un restaurant et un théâtre.
La construction de ce casino moderne initie le développement du quartier balnéaire de la ville, ainsi de nombreuses villas voient le jour sur les falaises.
En 1925, le casino connaît un réaménagement par le même architecte : la pergola de bois est remplacée par une nouvelle pergola en béton, les façades deviennent plus étroites et les moulures sont retravaillées. Le restaurant et la salle de réception sont eux aussi réaménagés dans un style Art déco. L'hôtel est également rénové par Bluysen en 1928.
En 1957, la scène de la salle de spectacle est agrandie pour recevoir des concerts et des projections cinématographiques. Elle fut fermée en 1975 puis rénovée pendant dix ans par la municipalité qui l’avait racheté en 1991. Elle ouvre de nouveau en 1991 et abrite le théâtre de l’Archipel.

## Description
Le casino est abrité dans un bâtiment datant de 1910, construit sur une terrasse au pied de la plage. L’architecture extérieure rappelle les palais indiens (surtout par ses deux tourelles à belvédère réunies par une pergola) et celle de l’intérieur mêle art nouveau et style régionaliste.

## Protection
Les façades et toitures, y compris les deux campaniles et la pergola ; l'ancien hall d'entrée (actuelle salle de jeux) avec l'ensemble de son décor sont inscrits au titre des monuments historiques par arrêté du 18 mai 1992.

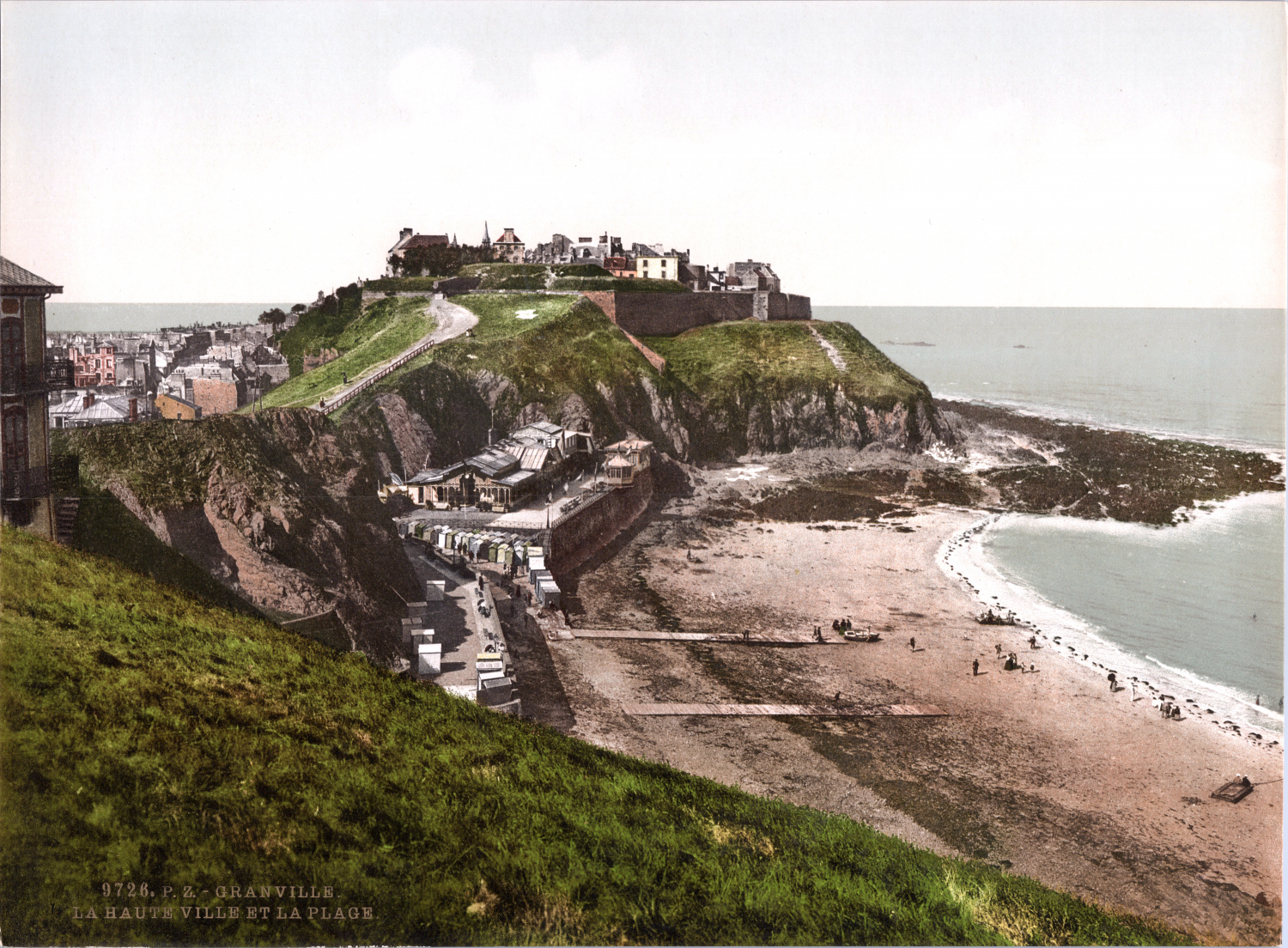
La « cabane », ou le salon des bains de mer, avant 1909.
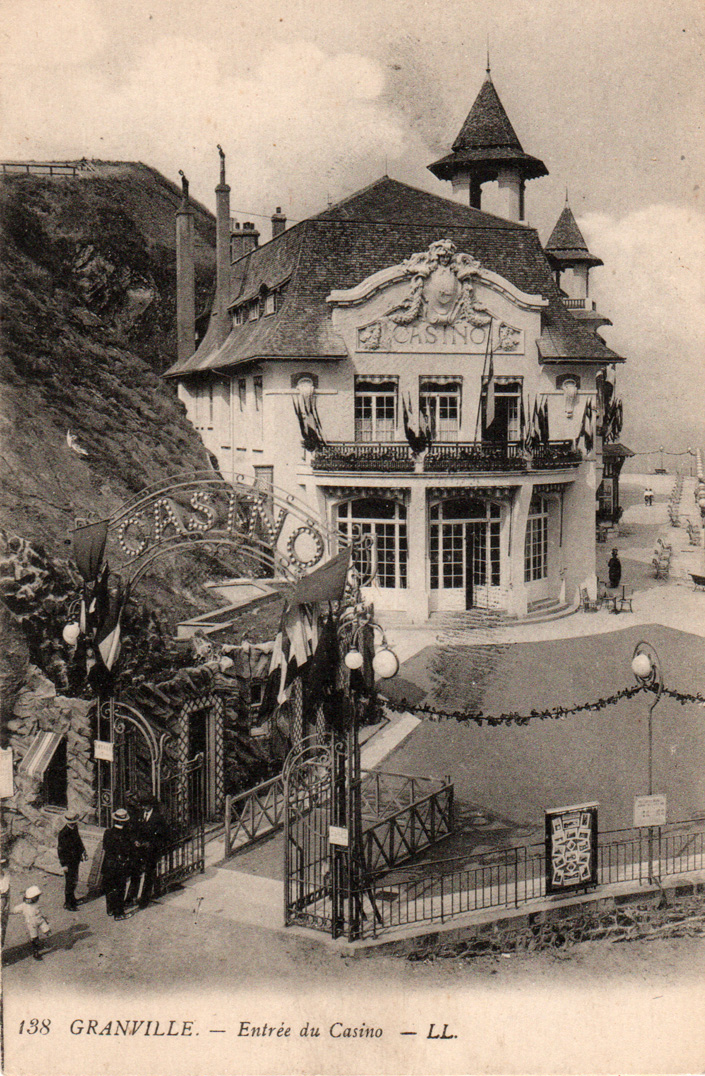
Le casino dans son aspect d'origine, photographié en 1912.
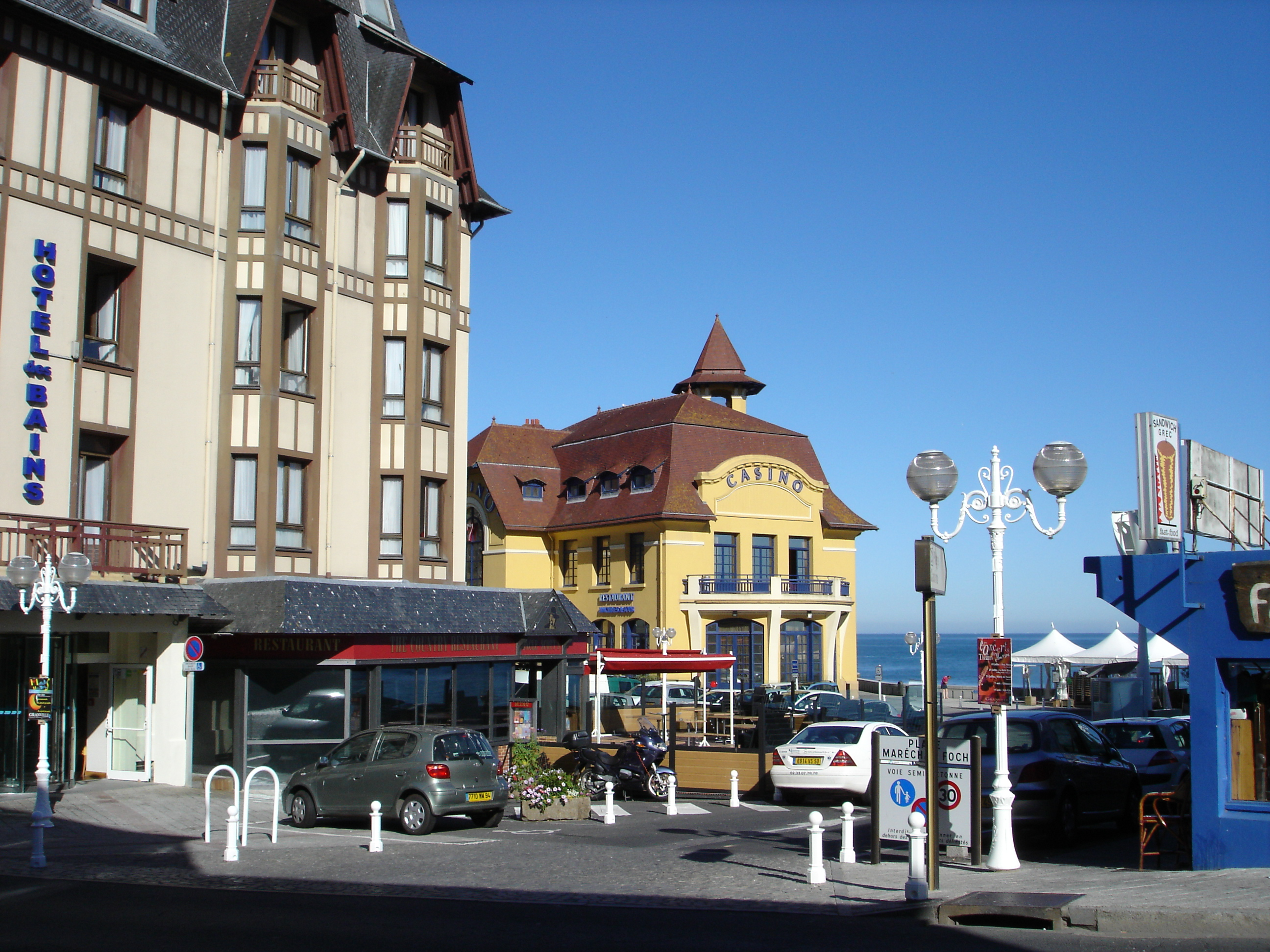
L'hôtel des Bains et le casino à Granville, tous deux construits par l'architecte Auguste Bluysen en 1910.